# Mario Francesco Pompedda
Mario Francesco Pompedda (Ozieri, 18 april 1929 - Rome 18 oktober 2006) was een Italiaans geestelijke en kardinaal van de Katholieke Kerk.
Hij werd geboren op Sardinië en studeerde aan de seminaries van Cuglieri en Sassari alvorens in 1951 te worden gewijd tot priester. Hij behaalde een doctoraat in de theologie aan de Pontificia Università Gregoriana en in de beide Rechten (civiel recht en canoniek recht aan de Pauselijke Lateraanse Universiteit.
Daarop werd hij Officier van Justitie aan de Sacra Rota Romana. Binnen deze rechtbank doorliep hij verschillende functies. Hij werd er in 1993 de deken van. In 1999 volgde zijn benoeming tot prefect van de Hoogste Rechtbank van de Apostolische Signatuur, het hoogste rechtscollege binnen de Romeinse Curie.
Hij werd in 1989 benoemd tot titulair aartsbisschop van Bisarcio en in 2001 werd hij verheven tot kardinaal-diaken, met als titeldiaconie de Santissima Annunciazione della Beata Vergine Maria a Via Ardeatina. Hij was een van de kardinalen die deelnam aan het Conclaaf van 2005. Pompedda was hoogleraar in het Canoniek Recht aan de Pauselijke Gregoriaanse Universiteit en was nauw betrokken bij de herziening van het canoniek wetboek in 1983. Hij was de hoofdauteur van de apostolische constitutie Universi Dominici Gregis uit 1996, waarin de gang van zaken tijdens de sedisvacatie opnieuw wordt geregeld. Hij was Grootprior van de Constantinische Orde.
De kardinaal stierf aan de gevolgen van een hersenbloeding en werd bijgezet in de kathedraal van zijn geboortestad.